# Miguel Baio
Miguel Baio (em francês: Michel De Bay, em latim: Michaël Baius; Meslin-l'Évêque, 1513 — Lovaina, 16 de setembro de 1589) foi um teólogo nascido na atual Bélgica, autor do sistema de pensamento conhecido como baianismo. Foi delegado da Universidade Católica de Lovaina no Concílio de Trento. É considerado um dos precursores do jansenismo.

## Vida
Baio nasceu em Meslin-l'Évêque (atualmente na Bélgica), perto de Ath, província de Hainaut. Educado na Universidade Católica de Lovaina, estudou Filosofia e Teologia com grande destaque e foi recompensado por uma série de nomeações acadêmicas. Em 1552 Carlos V o nomeou professor de Exegese Bíblica na universidade. Em 1563 foi nomeado um dos delegados belgas no Concílio de Trento, mas chegou demasiado tarde para tomar parte importante em suas deliberações. Em Lovaina, no entanto, ganhou grande destaque como líder da reação antiescolástica do século XVI.
Os defensores desta reação lutaram sob o estandarte de Santo Agostinho e as predileções agostinianas de Baio o colocaram em conflito com Roma sobre questões de graça, livre-arbítrio e coisas do gênero. Em 1567 o Papa Pio V condenou setenta e nove proposições de seus escritos na bula pontifícia Ex omnibus afflictionibus. Baio se submeteu a ela; embora certas declarações indiscretas sobre  si mesmo e seus partidários levaram a uma renovação da condenação em 1579 pelo Papa Gregório XIII. Baio, no entanto, não foi perturbado no mandato de sua cátedra, e até se tornou chanceler de Lovaina em 1575. Ele morreu, ainda no gozo destes dois cargos, em 1589.
Baio é principalmente lembrado como um precursor das ideias de Cornelius Otto Jansenius. Seus escritos são descritos por Adolf von Harnack como uma curiosa mistura de ortodoxia católica e tendências inconscientes ao protestantismo. Seu ponto mais notável é a grande importância que eles atribuem ao fato do pecado, tanto original quanto real.
Seus principais trabalhos foram publicados em uma compilação em Colônia, 1696, 1 vol. 4o, em duas partes; alguns grandes tratados não foram publicados. Há um excelente estudo de ambos os livros e autor por Franz Xaver von Linsenmann, Michael Baius und die Grundlegung des Jansenismus, publicado em Tübingen em 1867.